# جوریاچاری
جوریاچاری (به لاتین: Juraichhari) یک منطقهٔ مسکونی در بنگلادش است که در ناحیه رنگماتی هیل واقع شده‌است. جوریاچاری ۶۰۶٫۰۵ کیلومتر مربع مساحت و ۱۱٬۶۲۱ نفر جمعیت دارد.